# Priorado de Peterstone
O Priorado de Peterstone, uma casa de cónegos agostinianos, foi um priorado em Burnham Overy, Norfolk, Inglaterra. Foi fundado antes de 1200 e incorporado em 1449.